# Webster University Geneva
Die Webster University Geneva ist der erste internationale Campus der Webster University. Sie wurde 1978 in Genf gegründet und hat heute ungefähr 600 Studenten aus über 90 Nationen. Wie an US-amerikanischen Hochschulen üblich, wohnen die meisten Studenten auf dem Campus. Die Studenten haben die Möglichkeit, einen Teil ihrer Studienzeit in den USA oder an einer der sechs internationalen Niederlassungen in Europa und Asien zu absolvieren.

## Akademische Programme
Die Webster Universität von Genf bietet mehrere Bachelor- und Master-Studiengänge an, deren Diplome in den Vereinigten Staaten akkreditiert sind. Die überwiegende Mehrheit der Vorlesungen werden in Englisch gehalten.
Bachelor-Programme:
- Bachelor of Arts (BA) in:

- International Relations
- Management
- Media Communications
- Psychology

- Bachelor of Business Administration (BBA)
- Bachelor of Science (BS) in:

- Business Administration
- Computer Science
- Finance

Master-Programme:
- Master of Business Administration (MBA)
- Master of Arts (MA) in:

- Counseling
- Human Resources Management
- International Relations
- Health Care Management (in Französisch)
- Human Resources Development (in Französisch)
- Management and Leadership

- Master of Science (MS) in Finance